# Jeseníky
Jeseníky (tyska: Gesenke) är en bergskedja i Tjeckien, bestående av Hrubý och Nízký Jeseník. Den ligger i regionen Mähren-Schlesien, i den östra delen av landet, 210 km öster om huvudstaden Prag.